# Blizbórz
Blizbórz – osada wsi Krzeczyn w Polsce, położona w województwie dolnośląskim, w powiecie oleśnickim, w gminie Oleśnica.
W latach 1975–1998 osadać należała administracyjnie do województwa wrocławskiego.